# إدنا بيرفيانس
إدنا بيرفيانس (بالإنجليزية:Edna Purviance) (مواليد 21 أكتوبر 1895 – وفيات 11 يناير 1958) ممثلة أمريكية تميزت في عصر السينما الصامته . وكانت رائدة في العديد من الأفلام لشارلي شابلن في وقت مبكر وفي غضون ثماني سنوات، ظهرت في أكثر من 30 فيلما معه.

## روابط خارجية
- إدنا بيرفيانس على موقع IMDb (الإنجليزية)
- إدنا بيرفيانس على موقع الموسوعة البريطانية (الإنجليزية)
- إدنا بيرفيانس على موقع ألو سيني (الفرنسية)
- إدنا بيرفيانس على موقع أول موفي (الإنجليزية)
- إدنا بيرفيانس على موقع قاعدة بيانات الأفلام السويدية (السويدية)
- إدنا بيرفيانس على موقع إن إن دي بي (الإنجليزية)
- إدنا بيرفيانس على موقع قاعدة بيانات الفيلم (الإنجليزية)
- إدنا بيرفيانس على موقع كينوبويسك (الروسية)
- Edna Purviance—tribute and research site
- Edna Purviance at Then & Now
- Biography of Edna Purviance
- إدنا بيرفيانس على موقع فايند أغريف